# آن‌هوی
آن‌هوی (به چینی: 安徽) (خوانده شود: آن‌خوی) یکی از استان‌های چین است که در شرق چین، در آن‌سوی حوضه‌های آبریز رودهای یانگ‌تسه و هوآی‌هه قرار دارد.
محدودهٔ آن از سوی شرق با استان جیانگسو، از جنوب شرقی با ژجیانگ، در جنوب با جیانگژی، در جنوب غربی با هوبئی، در شمال غربی با هنان و در سوی شمال از راه باریکه‌ای با استان شاندونگ هم‌مرز است.
مرکز آن شهر هفئی (Hefei) است. جمعیت آن بالغ بر شصت و چهار میلیون نفر است. مساحت این استان برابر ۱۳۹٬۴۰۰ کیلومتر مربع است.

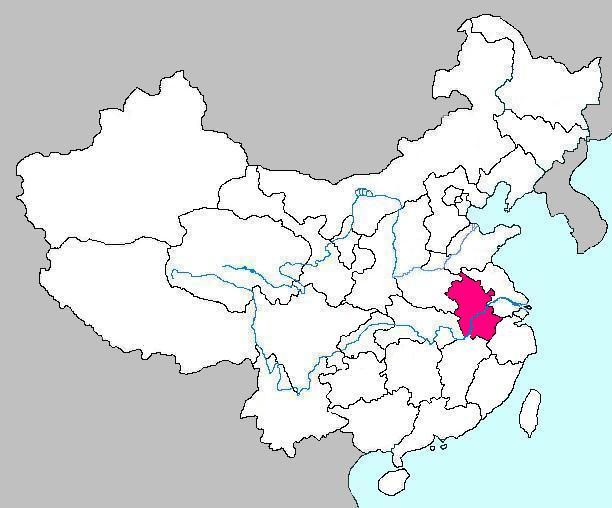
جایگاه استان آن‌هوی در نقشه چین